# Ceramic Pin Grid Array

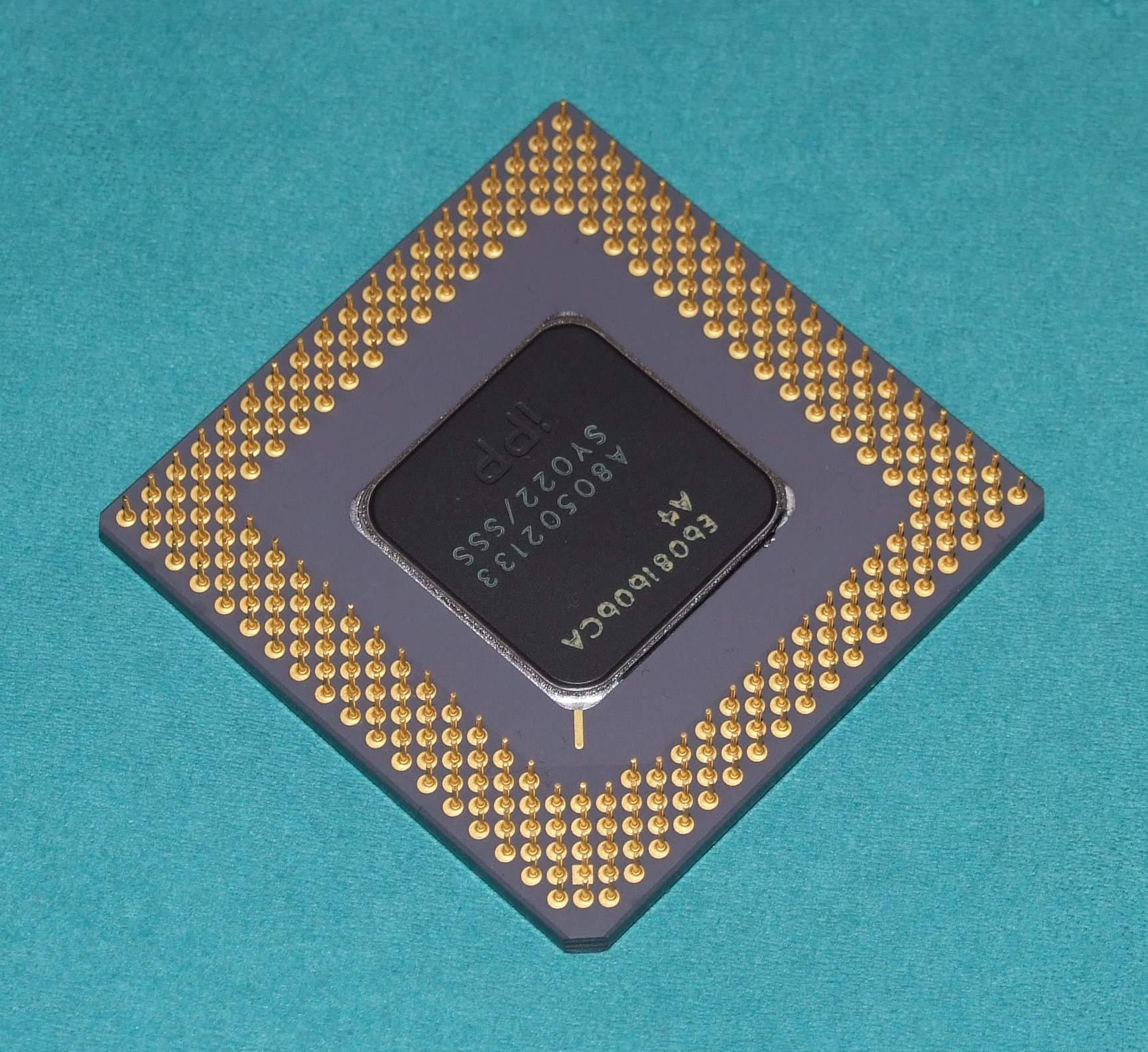
Pentium-Prozessor mit 133 MHz in auf einem Keramikträger

Das Ceramic Pin Grid Array (CPGA) ist eine Gehäusebauform für elektronische Chips, wie zum Beispiel Prozessoren.
Der Halbleiterchip ist dabei auf einem wärmeleitenden Keramikträger fixiert, über und durch den die Signal- und Datenleitungen auf ein Raster (Array) von nadelähnlichen Kontakten (Pins) geleitet werden. In der Regel wird der Träger mit seinen Kontakten in einen entsprechenden Sockel gesteckt.
Verbreitete Prozessoren mit CPGA als Träger sind zum Beispiel die erste Generation der Intel-Pentium-Prozessoren, die Sockel-A-Varianten des AMD Athlon (nur Thunderbird) und die Duron-Familie.